# Маркович, Ана Мария
Ана Мария Маркович (хорв. Ana Maria Marković; род. 9 ноября 1999, Сплит, Хорватия) — хорватская футболистка.

## Биография
Родилась 9 ноября 1999 года в Сплите. В 12 лет переехала со своей семьей в Швейцарию, детство провела в Цюрихе. В 14 лет начала заниматься футболом.

## Клубная карьера
В 2017 году дебютировала за команду «Цюрих» в чемпионате Швейцарии. С 2019 года выступает за «Грассхоппер».
9 августа 2024 подписала контракт с португальской "Брагой". В феврале 2025 покинула клуб.

## Карьера в сборной
26 ноября 2021 дебютировала за сборную Хорватии в матче против Литвы на отборочном турнире к чемпионату мира по футболу среди женщин 2023 года.

## Достижения

### Командные
«Цюрих»
- Чемпионка Швейцарии (2): (2018, 2019)
- Обладательница Кубка Швейцарии (2): (2018, 2019)